# Championnat du Mékong des clubs 2017
Navigation
Édition 2016 Édition 2018
Le Championnat du Mékong des clubs 2017 est la quatrième édition du Championnat du Mékong des clubs, une compétition regroupant les clubs du Sud-Est asiatique, vainqueur de leur championnat ou de leur coupe nationale. Cette édition regroupe quatre formations représentant quatre nations : le Viêt Nam, le Laos, le Cambodge et la Thaïlande.
Le quart de finale et la finale sont joués en matchs aller-retour, contrairement à la demi-finale, disputée sur une rencontre unique. Si le représentant thaïlandais entre toujours en lice en finale, en revanche, le représentant de la nation finaliste de l'édition précédente (à savoir Lao Toyota Football Club) obtient le droit de ne rentrer qu'au stade de la demi-finale, jouée à domicile.
C'est le club thaïlandais de Muangthong United qui remporte la compétition, après avoir battu les Vietnamiens de Sanna Khánh Hòa en finale. C'est le tout premier titre du club thaï. L'attaquant français de Sanna Khánh Hòa, Youssouf Touré termine meilleur buteur avec un total de sept réalisations.

## Équipes participantes
Entre directement en finale :
- Muangthong United - Vainqueur de la Thai League Cup 2017

Entre directement en demi-finale :
- Lao Toyota Football Club - Champion du Laos 2017

Entrent au premier tour :
- Sanna Khánh Hòa - 6e du championnat du Viêt Nam 2017
- Boeung Ket Angkor - Premier de la phase régulière du championnat du Cambodge 2017

## Compétition

### Premier tour
| 9 décembre 2017 | Sanna Khánh Hòa                       | 4 - 4 | Boeung Ket Angkor                | Stade Hàng Đẫy, Hanoï                                  |                                                        |
| 18:00           | Lê Duy Thanh 8e · Touré 42e, 55e, 83e |       | 39e, 48e, 88e Maycon · 82e Oiboh | Spectateurs : 22 500 Arbitrage : Thoriq Munir Alkatiri | Spectateurs : 22 500 Arbitrage : Thoriq Munir Alkatiri |
| 18:00           | (Rapport)                             |       |                                  | Spectateurs : 22 500 Arbitrage : Thoriq Munir Alkatiri | Spectateurs : 22 500 Arbitrage : Thoriq Munir Alkatiri |

| 13 décembre 2017 | Boeung Ket Angkor | 1 - 5 | Sanna Khánh Hòa                                                                             | Stade olympique, Phnom Penh                               |                                                           |
| 19:00            | Sok Sovan 20e     |       | 13e, 77e Touré · 19e Nguyễn Đình Nhơn · 70e Nguyễn Hoàng Quốc Chí · 88e Nguyễn Đoàn Duy Anh | Spectateurs : 15 000 Arbitrage : Mohd Amirul Izwan Yaacob | Spectateurs : 15 000 Arbitrage : Mohd Amirul Izwan Yaacob |
| 19:00            | (Rapport)         |       |                                                                                             | Spectateurs : 15 000 Arbitrage : Mohd Amirul Izwan Yaacob | Spectateurs : 15 000 Arbitrage : Mohd Amirul Izwan Yaacob |

### Demi-finale
| 17 décembre 2017 | Lao Toyota Football Club | 0 - 2 | Sanna Khánh Hòa                | Stade national du Laos, Vientiane                     |                                                       |
| 18:30            |                          |       | 39e Nguyễn Tấn Tài · 85e Touré | Spectateurs : 10 000 Arbitrage : Chian Hui Jansen Foo | Spectateurs : 10 000 Arbitrage : Chian Hui Jansen Foo |
| 18:30            | (Rapport)                |       |                                | Spectateurs : 10 000 Arbitrage : Chian Hui Jansen Foo | Spectateurs : 10 000 Arbitrage : Chian Hui Jansen Foo |

### Finale
| 23 décembre 2017 | Sanna Khánh Hòa | 1 - 3 | Muangthong United                             | Stade Hàng Đẫy, Hanoï                                    |                                                          |
| 18:00            | Touré 42e       |       | 6e, 90+3e Adisak Kraisorn · 87e Sarach Yooyen | Spectateurs : 22 500 Arbitrage : Nagor Amir Noor Mohamed | Spectateurs : 22 500 Arbitrage : Nagor Amir Noor Mohamed |
| 18:00            | (Rapport)       |       |                                               | Spectateurs : 22 500 Arbitrage : Nagor Amir Noor Mohamed | Spectateurs : 22 500 Arbitrage : Nagor Amir Noor Mohamed |

| 6 janvier 2018 | Muangthong United                                                                                | 4 - 0 | Sanna Khánh Hòa | Stade Suphachalasai, Bangkok                   |                                                |
| 19:00          | Adisak Kraisorn 54e · Thossawat Limwannasathian 56e · Teerasil Dangda 78e · Siroch Chatthong 89e |       |                 | Spectateurs : 15 000 Arbitrage : Sukhbir Singh | Spectateurs : 15 000 Arbitrage : Sukhbir Singh |
| 19:00          | (Rapport)                                                                                        |       |                 | Spectateurs : 15 000 Arbitrage : Sukhbir Singh | Spectateurs : 15 000 Arbitrage : Sukhbir Singh |

| Championnat du Mékong des clubs 2017 Muangthong United 1er titre |